# Firefox Send
Firefox Send war ein kostenloser Ende-zu-Ende-verschlüsselter Filesharing-Dienst von Mozilla. Der Dienst wurde am 8. Juli 2020 vorübergehend abgeschaltet, nachdem bekannt wurde, dass dieser zum Versand von Schadprogrammen und bei Phishing-Attacken verwendet worden war. Im Zuge dieser Sicherheitsprobleme und der Entlassung von 25 % der Mozilla-Mitarbeiter, wurde am 17. September 2020 die Einstellung des Dienstes bekanntgegeben.
Am 28. Juli 2023 hat Mozilla bekanntgegeben, den Dienst  zukünftig als Teil von Thunderbird Pro wieder aufleben zu lassen.

## Benutzung
Firefox Send unterstützte den Austausch von Dateien mit einer Größe von bis zu 1 GB. Mit einer Anmeldung über das Firefox-Konto lag das Limit bei 2,5 GB. Für den Download einer Datei wurde jedoch, unabhängig von der Dateigröße, kein Konto benötigt.
Beim Upload konnte der Benutzer festlegen, ob die Dateien nach dem Ablauf einer gewissen Zeit (5 Minuten,1 Stunde, 24 Stunden oder 7 Tagen) oder einer gewissen Downloadanzahl gelöscht werden sollten.

## Technische Umsetzung
Firefox Send ist in JavaScript geschrieben und läuft über Node.js. Der Quelltext ist auf GitHub einsehbar.

### Verschlüsselung
Zum Verschlüsseln wird die Web Crypto API verwendet. Vor dem Upload der Datei wird ein zufälliger privater Schlüssel generiert, womit die Datei und die Metadaten vor dem Hochladen verschlüsselt werden. Anschließend gibt der Server eine URL zurück, die auf die verschlüsselten Daten verweist. Der private Schlüssel wird als Fragmentbezeichner der URL angefügt und dem Nutzer präsentiert. Mit der URL und dem Fragmentbezeichner kann man nun die Dateien in ähnlicher Manier vom Server herunterladen. Der private Schlüssel wird also niemals an den Server gesendet.
Zusätzlich kann die Datei noch durch ein Passwort abgesichert werden.